# Archives de philosophie
Archives de philosophie è un trimetrale francofono di filosofia fondato nel 1922.

## Storia
La rivista Archives de philosophie fu fondata nel 1922 da Joseph Souilhé nell'ambito della Compagnia di Gesù. Il titolo si ispriò alla rivista tedesca Archiv für Geschichte der Philosophie. La fondazione avvenne a Vals-près-le-Puy e nello scolasticato gesuita di Jersey. Originariamente era una raccolta annuale di quaderni editi dall'Éditions Beauchesne di Parigi, che seguiva due filoni principali: la filosofia antica e il pensiero classico francese. Nel 1931 fu pubblicato uno studio su Freud. 
La Seconda guerra mondiale segnò un'interruzione delle pubblicazioni. Dal 1945 al 1955 uscirono in stampa solamente sei numeri. Marcel Régnier introdusse una periodicità trimestrale.. Nel 2002 la casa editrice Éditions Beauchesne cedette i diritti sulla rivista al Centre Sèvres. 
La rivista si propone di fornire informazioni storico-critiche sulla storia della filosofia, sensibilizzare a porsi digli interrogativi sulla filosofia attuale ed elaborare nuovi percorsi di studio e ricerca, nonché divulgare in francese le correnti filosofiche estere, in particolare stimolando dei collaboratori a farsene rappresentanti.

## Pubblicazioni
Oltre alle consuete pubblicazioni della rivista, sono stati dedicati alcuni numeri speciali allo stato dell'arte delle ricerche su diversi filosofi, quali: Hegel, Machiavelli e Wittgenstein.
A partire dal 1972 vengono pubblicati dei "Bollettini" bibliografici relativi a specifici autori o temi, quali: Cartesio, Hobbes, Hegel, Spinoza, Leibniz, filosofia medievale, Illuminismo, idealismo tedesco o filosofia estetica.

## Direttori
Dal 1955 la rivista è stata diretta dai seguenti filosofi: Marcel Régnier (dal 1955 al 1990), François Marty (dal 1991 al 2000), Paul Valadier e  da Laurent Gallois.

## Autori
Tra i principali autori pubblicati dalla rivista si ricordano: Leo Strauss, Hans Georg Gadamer, Heidegger, Emmanuel Lévinas, Marcel Jousse,  Claude Bruaire, Stanislas Breton, Xavier  Tilliette, Jean Greisch, André Stanguennec, Jean-Luc Marion, Michel Fichant, Jean-François Courtine, Jean-François Kervégan, Jean-Louis Chrétien, Jocelyn Benoist e Dominique Pradelle, fra gli altri.